# 카사이 토모미
카사이 토모미(본명:코야마 토모미, 1991년 11월 16일 ~ )는 일본의 탤런트, 가수이며, 여성 아이돌 그룹 AKB48의 전 멤버이다.
도쿄도 후추시 출신. 호리프로 소속.

## 내력
데뷔 전
- 공식 프로필에 있어서의 출신지는 도쿄 도이지만, 초등학생 때 6번의 전학을 해서, 초등학교 5·6학년때는 야마나시현에 살고 있었다. 초등학교 졸업과 동시에 도쿄로 이사한다.

2006년
- 2월 26일, 친구의 소개로 응모한 《제2기 AKB48 추가 멤버 오디션》에 합격.
- 4월부터 구 팀K의 일원이 되었다.

2009년
- 6월부터 7월에 걸쳐 실시된 《AKB48 13th 싱글 선발 총선거 〈신께 맹세코 정면승부입니다〉》에서는 10위로, 미디어 선발이 되었다.
- 7월부터, 같은 호리프로 소속의 이타노 토모미, 미야자키 미호와 함께, 유닛 〈낫토 엔젤〉을 결성했다(2010년 7월에 발표된 〈낫토 엔젤 Z〉에는 이타노와 함께 참가하고 있지 않다).
- 8월 23일, 《요미우리 신문 창간 135주년 기념 콘서트 AKB104 선발 멤버 내각 조성 축제》의 밤공연에서, 2010년 4월부터 팀B로 이동하는 것이 발표되었다.

2010년
- 3월 31일, 이타노와 함께 《가면라이더 W》의 역할 이름인 〈Queen & Elizabeth〉로서 CD를 발매.
- 4월부터 팀B의 멤버로서 활동 개시.
- 4월 11일, 《가면라이더 W》의 이벤트 중에 부진을 호소해 맹장염으로 긴급 입원. 수술을 받아 7일간의 절대 안정을 선고받는다.
- 5월부터 6월에 걸쳐 실시된 《AKB48 17th 싱글 선발 총선거 〈어머니께 맹세코, 정면승부입니다〉》에서는 12위로, 2년 연속 미디어 선발이 되었다.
- 9월 21일에 개최된 《AKB48 19th 싱글 선발 가위바위보 대회》에서는 13위로, 싱글 선발이 되었다.

2011년
- 5월부터 6월에 걸쳐 실시된 《AKB48 22nd 싱글 선발 총선거 〈올해도 정면승부입니다〉》에서는 16위로, 싱글 선발이 되었다.
- 9월 20일에 개최된 《AKB48 24th 싱글 선발 가위바위보 대회》에서는 베스트 16으로, 선발이 되었다.

2012년
- 4월 29일부터 5월 27일까지 개최된 일본 중앙 경마회(JRA) 주최의 〈AKB의 진심 말(馬)〉에서 가장 많은 포인트를 획득해 우승해, 가을의 〈SMART! JRA〉CM 출연이 결정됐다.
- 5월부터 6월에 걸쳐 실시된 《AKB48 27th 싱글 선발 총선거》에서는 12위로, 선발이 되었다.
- 8월 24일에 개최된 《AKB48 in TOKYO DOME ~1830m의 꿈~》 첫날 공연에서, 팀A로 이동할 예정인 것이 발표되었다.
- 11월 10일에 도쿄 빅사이트에서 개최된 《〈깅엄 체크〉극장반 발매 기념 대악수회》에서, 솔로 데뷔하는 것이 발표되었다.
- 11월 25일, 도쿄 경마장 5회 8일째의 경주 종료 후에 페드덕으로 솔로 라이브를 개최. 솔로 데뷔 싱글 표제곡은 〈설마〉인 것을 발표.
- 12월 17일, 제2회 AKB48 홍백 대항 가합전에서 AKB48을 졸업할 예정임을 발표했다[1].
- 12월 26일, 닛폰 크라운으로부터 솔로 데뷔 싱글 〈설마〉를 발매.

2013년
- 5월 3일에 개최되는 〈시노다 팀A〉 공연에서 졸업.
- 5월 8일, 2nd 싱글 〈Mine〉을 발매.
- 8월, 갈색 머리에서 금발로 염색해, 이미지 체인지한 사진을 블로그에 알린다[2].
- 8월 23일 자의 블로그에, 팬 클럽을 설립한다고 발표했다[3].

2014년
- 1월 14일, 3rd 싱글 〈사라져 버리고 싶을 만큼〉을 발매.

## 인물
- 가족 구성은, 부모님과 언니. 언니는 전 Survivё-ZERO의 카사이 리온.
- 특기는 일본식 북으로, 중학교 1학년 무렵부터 연주를 하고 있다.
- 좋아하는 아티스트는, SPEED의 시마부쿠로 히로코.
- 초등학교 시절의 꿈은 간호사가 되는 것. 이유는 텔레비전의 뉴스 등에서 괴로워하고 있는 사람을 보고 돕고 싶었기 때문이다.
- 취미는, 쇼핑과 혼자서 패션 쇼하기.
- 말버릇은 〈치유우〉로, AKB48 내 뿐만이 아니라 모친과의 회화 등에서도 이용하고 있어 유행어 대상을 노리고 있다. 다른 멤버도 블로그 등으로 사용 예를 볼 수 있다.
- 슈트 페티시즘이다.
- 일인칭은 〈토모〉.

### AKB48 관련
- 캐치프레이즈는, 〈쳐진 눈이 매력 포인트인 토모~미쨩 카사이 토모미입니다〉.
- 멤버 중에서는 오오시마 유코, 미야자와 사에, 이타노 토모미 등과 사이가 좋다. 특히, 이타노와는 친구로 프라이빗에서도 논다. 전 멤버 중에서는 마에다 아츠코와 전 SDN48 멤버에서는 오오호리 메구미와 사이가 좋다.
- 오노 에레나나 니토 모에노, 히라지마 나츠미, 나카타 치사토의 이른바 〈오시멘〉이다. 미야자키 미호에게서는 존경받고 있다. 마에다 아츠코는 〈남자라면 완전 빠져버리는 카사이와 교제하고 싶다〉라고 오피셜 블로그에 적고 있다. 미네기시 미나미는 〈마에다는 카사이밖에 칭찬하지 않는다〉라고 말하고 있다. 반대로 카사이는 〈자신이 남자라면, 여자친구로 하고 싶은 사람은 미네기시 미나미다〉라고 말하고 있다.
- 나카츠카 토모미는 다시 태어나면 카사이가 되고 싶다고 한다. 이유는 〈정말로 여자 아이답고 귀여워. 여자 아이다운 점에 두근거린다〉 〈공연이라든지 봐도 표정이라든지 대단히 좋다고 생각한다. 끌린다〉라고한다.
- 코바야시 카나와 〈치유우대〉를 결성하고 있다.
- 공연에서는 카사이가 담당하는 유닛 곡 모든 의상에 리본이 붙어 있다.
- 팀B 5th Stage 〈시어터의 여신〉 공연의 담당 유닛곡 〈캔디〉에 사용되는 꽃으로 장식된 마이크 스탠드는, 카사이 스스로의 발안에 의한 것.
- 자신의 AKB48 졸업은 발표할 때까지 멤버 등에게는 사전에 고지하지 않았지만, 유일하게, 이미 AKB48을 졸업한 오오호리에게만은 고지하고 있었다[4][5].
- 마에다 아츠코의 졸업공연에서 카사이 토모미가 AKB48 멤버중에서 마에다 아츠코를 좋아한다고 말하기도 했다.

## AKB48에서의 참가곡

### 싱글 CD 선발곡
- 会いたかった / 만나고 싶었어
- 制服が邪魔をする / 교복이 방해를 해
- 軽蔑していた愛情 / 경멸하고 있던 애정
- BINGO!
- 僕の太陽 / 나의 태양
- 夕陽を見ているか? / 석양을 보고 있니?
- ロマンス、イラネ / 로맨스, 필요 없어
- 桜の花びらたち2008 / 벚꽃의 꽃잎들 2008
- Baby! Baby! Baby!
- 大声ダイヤモンド / 큰 목소리 다이아몬드
- 10年桜 / 10년 벚꽃
- 涙サプライズ! / 눈물 서프라이즈!
- 言い訳Maybe / 변명 Maybe
- RIVER
- 〈桜の栞 벚꽃 책갈피〉에 수록
  - Choose me! - 팀YJ 명의
- ポニーテールとシュシュ / 포니테일과 슈슈
  - マジジョテッペンブルース / 마지여고 정상 블루스
- ヘビーローテーション / 헤비 로테이션
  - ラッキーセブン / 럭키 세븐
  - 野菜シスターズ / 야채 시스터즈 - 야채 시스터즈 명의
- Beginner
  - 君について / 너에 대해서 - MINT 명의
- チャンスの順番 / 찬스의 차례
  - 予約したクリスマス / 예약해둔 크리스마스
  - ラブ・ジャンプ / 러브 점프 - 팀B 명의
- 桜の木になろう / 벚나무가 되리
  - キスまで100マイル / 키스까지 100마일 - MINT 명의
- 誰かのために -What can I do for someone?- / 누군가를 위해서-What can I do for someone?-
- Everyday、カチューシャ / Everyday, 카츄샤
  - ヤンキーソウル / 양키 소울
- フライングゲット / 플라잉 겟
  - 青春と気づかないまま / 청춘이란 걸 깨닫지 못한 채
  - 野菜占い / 야채 점 - 야채 시스터즈 2011 명의
- 風は吹いている / 바람은 불고 있어
- 上からマリコ / 위에서부터 마리코
  - ノエルの夜 / 노엘의 밤
  - 呼び捨てファンタジー / 요비스테 판타지 - 팀B 명의
- GIVE ME FIVE!
- 真夏のSounds good ! / 한여름의 Sounds good !
- ギンガムチェック / 깅엄 체크
- 〈UZA〉에 수록
  - 孤独な星空 / 고독한 별하늘 - 팀A 명의
- 〈永遠プレッシャー 영원 프레셔〉에 수록
  - 永遠より続くように / 영원보다 계속되도록 - OKL48 명의
- 〈So long !〉에 수록
  - Ruby - 시노다 팀A 명의
- 〈ラブラドール・レトリバー 래브라도 리트리버〉에 수록
  - 今日までのメロディー / 오늘까지의 멜로디

AKB 아이돌링!!! 명의
- チューしようぜ! / 츄 하자구!

### 앨범 CD 선발곡
- 《神曲たち 최고의 곡들》에 수록
  - Baby! Baby! Baby! Baby!
  - 君と虹と太陽と / 너와 무지개와 태양과
- 《SET LIST〜グレイテストソングス〜完全盤 SET LIST~그레이티스트 송즈~완전반》에 수록
  - Seventeen
  - あなたがいてくれたから / 당신이 있어주었기 때문에
- 《ここにいたこと 여기에 있던 것》에 수록
  - 少女たちよ / 소녀들이여
  - 恋愛サーカス / 연애 서커스 - 팀B 명의
  - 人魚のバカンス / 인어의 바캉스
  - チームB推し / 팀B 오시
  - ここにいたこと / 여기에 있던 것
- 《1830m》에 수록
  - 恋愛総選挙 / 연애 총선거
  - ノーカン / 노칸(노 카운트) - 팀B 명의
  - 青空よ 寂しくないか？ / 푸른 하늘이여 외롭지 않은가?
- 《次の足跡 다음 발자국》에 수록
  - 強さと弱さの間で / 강함과 약함의 사이에서

### 극장 공연 유닛곡
팀K 1st 스테이지 〈PARTYが始まるよ PARTY가 시작돼요〉 공연
- 星の温度 / 별의 온도

팀A 2nd 스테이지 〈会いたかった 만나고 싶었어〉 공연
2006년 5월 28일 (마에다 아츠코의 대역)
- 嘆きのフィギュア / 한탄하는 피규어

팀K 2nd 스테이지 〈青春ガールズ 청춘 걸즈〉 공연
- 禁じられた2人 / 금지된 두사람
- ふしだらな夏 / 흐트러진 여름

팀K 3rd 스테이지 〈脳内パラダイス 뇌내 파라다이스〉 공연
- MARIA

해바라기조 1st 스테이지 〈僕の太陽 나의 태양〉 공연
- アイドルなんて呼ばないで / 아이돌이라 부르지마

해바라기조 2nd 스테이지 〈夢を死なせるわけにいかない 꿈을 죽게 할 수는 없어〉 공연
- となりのバナナ / 옆의 바나나

팀K 4th 스테이지 〈最終ベルが鳴る 최종벨이 울린다〉 공연
- おしべとめしべと夜の蝶々 / 수술 암꽃술 밤의 나비들

팀K 5th Stage 〈逆上がり 거꾸로 오르기〉 공연
- 抱きしめられたら / 감싸안길 수 있다면

THEATER G-ROSSO 〈夢を死なせるわけにいかない 꿈을 죽게 할 수는 없어〉 공연
- となりのバナナ / 옆의 바나나

※후지에 레이나·타카죠 아키·나카가와 하루카·이와사 미사키의 스탠바이.
팀B 5th Stage 〈シアターの女神 시어터의 여신〉 공연
- キャンディー / 캔디
- 夜風の仕業 / 밤바람의 소행 ※
※카시와기 유키의 솔로 유닛 언더

## 출연

### 텔레비전 드라마
- 철도 아가씨~Girls be ambitious~ 제11화·제12화 (2008년 12월 19일·26일, tvk·KBS 교토·선 TV/21일·28일, 미에 TV 방송/22일·29일, TV 사이타마/23일·30일, 치바 TV) - 우에다 전철 벳쇼선 벳쇼온천역 역장 야기사와 마이 역
- 금요일 프레스테이지 《외과의사 하토무라 슈고로 어둠의 차트V》 (2009년 3월 27일, 후지 TV) - 나카자토 메구미 역
- 가면라이더 W (2009년 10월 18일 ~ 2010년 8월 29일, TV 아사히) - 엘리자베스 역
- 마지스카 학원 제1화 ~ 제5화·제7화·제8화·제11화·최종화 (2010년 1월 8일 ~ 2월 5일·19일·26일·3월 19일·26일, TV 도쿄) - 대 가부키 역
- 벚꽃으로부터의 편지 ~AKB48 각자의 졸업이야기~ (2010년 2월 26일 ~ 3월 6일, TV 도쿄) - 카사이 토모미 역
- 마지스카 학원 2 (2011년 4월 15일 ~ 6월 17일, TV 도쿄) - 대 가부키 역
- 리벤지 Season2 일본어 더빙판 제8화 (2013년 5월 11일, Dlife) - 빅토리아 역

### 영화
- ICE 〈극장판〉 (2008년 11월 29일, 이넷트 프론티어) - 아오이 역
- 가면라이더 × 가면라이더 W & 디케이드 MOVIE 대전 2010 (2009년 12월, 토에이) - 엘리자베스 역
- 가면라이더 W FOREVER AtoZ/운명의 가이아메모리 (2010년 8월 7일, 토에이) - 엘리자베스 역
- NECK (2010년 8월 21일 개봉, 아스믹크·에이스 엔터테인먼트) - 마오 역
- 가면라이더 × 가면라이더 OOO & W feat.스컬 MOVIE 대전 CORE (2010년 12월 18일 개봉, 토에이) - 엘리자베스 역

### 버라이어티 등
준 레귤러
- 앗코에게 맡겨줘! (TBS)

과거에 출연한 프로그램
- AKB1시59분! (2008년 1월 24일 ~ 3월 27일, 닛폰 TV)
- AKB0시59분! (2008년 4월 7일 ~ 9월 29일, 닛폰 TV)
- AKBINGO! (2008년 10월 1일 ~ 부정기 출연, 닛폰 TV)
- AKB48 네모우스 TV (패밀리 극장)
  - Season1 (2008년 10월 5일)
  - Season2 (2009년 7월 10일·17일)
  - Season3 (2009년 10월 9일·16일)
  - 스페셜 2009 (2009년 12월 28일) - 비디오 메시지만
  - 스페셜 ~겨울의 나라로부터 2010~ (2010년 3월 27일)
  - 스페셜 ~팀 대항! 봄의 볼링 대회~ (2010년 4월 30일)
  - Season4 (2010년 8월 1일·8일)
  - Season5 (2010년 10월 10일·17일)
- 애니송 플러스 (2009년 3월도 나레이션, TV 도쿄)
- AKB-급 미식가 스타디움 (2010년 12월 5일, 음식과 여행의 푸디즈 TV)
- 나루호도! 하이스쿨 (2011년 4월 21일 ~ 2012년 3월 8일, 부정기 출연, 닛폰 TV)
- AKB48 콩트 〈미묘~〉 (2011년 9월 29일 ~ 2012년 2월 9일, 부정기 출연, 히카리 TV)
- battle for money 전투 중 (2012년 5월 19일, 후지 TV)
- 고로케 파라다이스 고키겐 가요소극단 (2012년 8월 25일·11월 10일, NHK 종합)
- 돌연! 황금전설. (2012년 10월 18일 ~ 11월 8일, TV 아사히) - 〈연예인 생활 배틀 1개월 1만엔 생활〉기획에 출연. 10월 25일 방송분, 5일째였을 때 자택에 귀가한 후 돌아오지 않음. 11월 8일 방송분, 포기한 것이 밝혀짐.
- 주간AKB (2009년 9월 11일 ~ 2012년 11월 30일 부정기 출연, TV 도쿄)
- 가치가세 (2012년 4월 20일 ~ 2013년 2월 8일 부정기 출연, 닛폰 TV)

### 텔레비전 애니메이션
- 서양 골동 양과자점 ~앤티크~ 제8화 (2008년 8월 21일, 후지 TV) - 사카키 카에데코 역
- 천체전사 선레드 (2008년 10월 ~ 2009년 3월, TV 카나가와 외) - 아마이, 언니, 수양딸, 메이드C, 트모미 역
- 아라드 전기 ~슬랩 업 파티~ (2009년 5월 22일 ~ 9월 25일, TV 도쿄 외) - 카펫쵸 역
- 천체전사 선레드 제2기 (2009년 10월 3일 ~ 2010년 3월 27일, TV 카나가와 외) - 아마이, 언니, 카빌라 제이, 리스라 역
- 디지몬 크로스 워즈 제10화·11·14화 (2010년 9월 14일·10월 26일 ~ 부정기 출연, TV 아사히) - 바스테몬 역
- 디지몬 크로스 워즈 ~악의 데스제네랄과 일곱 개의 왕국~ (2011년 6월 12일 ~ 부정기 출연, TV 아사히) - 바스테몬 역

### OVA 작품
- ICE (2007년 5월 25일, 7월 25일, 9월 25일, 이넷트 프론티어) - 아오이 역

### 라디오
- AKB48 내일까지 좀 더. (2007년 10월 1일 ~ 2012년 3월 26일 부정기, 분카 방송)
- 주간! 아니타마 수요일 (제131회부터 시작한 〈토리야마 POP 연구소~질풍전〉만 담당) (2008년 4월 9일 ~ 2009년 3월 25일, 라디오 칸사이)
- 토모토모의 야기 상, 와~♪ (2008년 4월 7일 ~ 2010년, TBS RADIO podcasting954)
- AKB48의 올나이트 일본 (2010년 4월 30일·5월 28일·7월 16일·9월 24일, 닛폰 방송)
- 카사이 토모미 언니에게 물어보세요! (2012년 11월 25일 ~ 2013년 3월 31일, 닛폰 방송)

### 이벤트
- 여름 두근★리본 파티 55 VOMIC 라이브 《절규 학급》 (2010년 7월 30일, 메르파르크 홀(도쿄))
- ♥서머 파티♥ 호리프로 50주년 기념!! 및 BS-TBS 개국 10주년 기념 아이돌 50명 대 집합!! (2010년 8월 24일, 아카사카 BLITZ)
- 우라와 경찰서 하루 서장 (2010년 12월 1일)
- 야마다 전기 가전 페어 2013&대 처분 벼룩의 시 in 퍼시피코 요코하마 (2013년 5월 4일)

### Web
- Private Princess ~세 명만의 여름휴가~ (2007년 11월 1일 ~ , 호리프로 제작)
- MIDTOWN TV 시로사키 진과 이소야마 사야카의 궁극의 길 (2007년 11월 6일 ~ 13일, GyaO)
- KIRIN NUDA Presents 〈KIRIN NUDA 레몬&토닉〉 깔끔맨 사이트 (2008년 3월 25일 ~ 5월 31일, 제2닛폰 TV) - 깔끔 3명 딸로서 출연
- AKB48 in HORIPRO (2008년 4월 1일 ~ 2009년 3월 30일, Yahoo! 동영상)
- SCHONBRUNN COSMETICS

### 라이브
- 성스러운 밤의 선물 2013 in 아카렌가 (2013년 12월 18일, 요코하마 아카렌가 창고 1호관 3층 홀)

## 음반 목록
AKB48의 멤버로서는 AKB48의 음반 목록을 참조.

### 싱글
| 매          | 발매일           | 타이틀                                 | 최고 주간 순위 | 발매 형태   | 규격품번                         | 비고                 |             |
| 닛폰 크라운 | 닛폰 크라운      | 닛폰 크라운                            | 닛폰 크라운    | 닛폰 크라운 | 닛폰 크라운                      | 닛폰 크라운          | 닛폰 크라운 |
| ----------- | ---------------- | -------------------------------------- | -------------- | ----------- | -------------------------------- | -------------------- | ----------- |
| 1           | 2012년 12월 26일 | まさか 설마                            | 3위            | CD+DVD CD   | CRCP-10280 CRCP-10281 CRCP-10282 | Type-A Type-B Type-C |             |
| 2           | 2013년 5월 8일   | Mine                                   | 5위            | CD+DVD CD   | CRCP-10291 CRCP-10292 CRCP-10293 | Type-A Type-B Type-C |             |
| 3           | 2014년 1월 15일  | キエタイクライ 사라져 버리고 싶을 만큼 | 5위            | CD+DVD CD   | CRCP-10306 CRCP-10307 CRCP-10308 | Type-A Type-B Type-C |             |
| 4           | 2014년 9월 17일  | 今さらさら 지금 살랑살랑               | 12위           | CD+DVD CD   | CRCP-10318 CRCP-10319 CRCP-10320 | Type-A Type-B Type-C |             |

### 앨범
| 매       | 발매일           | 타이틀   | 최고 주간 순위 | 발매 형태 | 규격품번           | 비고          |          |
| 킹레코드 | 킹레코드         | 킹레코드 | 킹레코드       | 킹레코드  | 킹레코드           | 킹레코드      | 킹레코드 |
| -------- | ---------------- | -------- | -------------- | --------- | ------------------ | ------------- | -------- |
| 1        | 2017년 11월 15일 | STAR-T   | -위            | CD+DVD CD | KIZC-430 KICS-3540 | Type-A Type-B |          |

### CD 미수록곡
1. サマーリップス / 서머 립스
《아이돌 여름이야기》(요미우리 TV제작)의 기획으로 이타노 토모미와 함께 Summer Lips 명의.

## 서적·잡지

### 잡지 연재
- EX대중 (2010년 7월 15일 ~ , 후타바샤) - Twitter와의 연동 기획.
- mina (2010년 9월 20일 ~ , 슈후노토모샤) - 〈토모~미즘〉

### DVD
- Private Princess 카사이 토모미 ~토모~미 짱의 여름 방학~ (2009년 10월, 호리프로)

### 사진집
- 이타노 토모미·오오시마 마이·카사이 토모미(from AKB48) 2008년 캘린더 (2007년, 하고로모)
- 카사이 토모미 2009년 캘린더 (2008년 10월 18일, 하고로모)
- B.L.T. U-17 sizzlefulgirl Vol.10 (2009년 6월 8일, 도쿄 뉴스 통신사)
- 카사이 토모미 2010년 캘린더 (2009년 10월 14일, 하고로모)
- 카사이 토모미 2011년 캘린더 (2010년 9월 30일, 하고로모)
- 카사이 토모미 2012년 캘린더 (2011년 11월 19일, 하고로모)
- 카사이 토모미 2012년 TOKYO 데이트 캘린더 (2011년 11월 29일, 하고로모)
- 카사이 토모미 캘린더 2013년 (2012년 11월 30일, 하고로모)
- 탁상 카사이 토모미 캘린더 2013년 (2012년 12월 7일, 하고로모)
- 카사이 토모미 퍼스트 사진집 (2014년 3월 17일, 코단샤)

### 문고
- 비욘의 아내 (다자이 오사무, 2009년 10월 15일, 분칸샤) - 표지·그라비아